# Dore Smets
Isidoor (Dore) Albert Maria Smets (Mechelen, 6 juni 1901 - Brussel, 31 mei 1976) was een Belgisch syndicalist en politicus voor de BWP en vervolgens de BSP.

## Levensloop
Smets was gehuwd met Anne Sondervorst. Hij begon zijn carrière in de socialistische vakbond in 1919, toen hij werd aangesteld als secretaris van de Centrale der Fabriekwerkers (CFW). Op 1 januari 1921 fuseerde deze vakcentrale met de Centrale van Bouw en Hout (CBH) tot de Algemene Centrale (AC). Smets werd vervolgens lokaal secretaris te Lier van de AC en de Centrale der Voeding- en Hotelarbeiders (CVH). Daarnaast was hij van 1927 tot 1932 socialistisch gemeenteraadslid te Mechelen en van 1933 tot 1938 te Lier. Vanaf 1936 tot 1949 was hij daarnaast Antwerps provincieraadslid.
In 1937 werd hij adjunct-nationaal-secretaris van de AC en lid van het nationaal uitvoerend bestuur van deze vakcentrale (tot 24 juni 1966). In juli 1938 werd hij nationaal secretaris en vanaf 1 februari 1949 werd hij voorzitter van de AC. Op 1 februari 1944 werd hij geassumeerd lid van de Bestendige Deputatie van de provincie Antwerpen. Tevens trad hij opnieuw toe tot de Mechelse gemeenteraad en werd schepen van deze stad van 1945 tot 1947. Tevens werd hij aangesteld tot ondervoorzitter van de Internationale Federatie der Bouw- en Houtbewerkers (IFBH), waarvan hij van 1960 tot 1966 was voorzitter was. Tevens werd hij ondervoorzitter van de Internationale Federatie van Fabrieksarbeiders (IFF) en technisch adviseur en bestuurslid bij de conferentie van de Internationale Arbeidsorganisatie (ILO). Ook was Smets lid van het nationaal bureau van het ABVV van 1948 tot 1966 en was hij een tijd ondervoorzitter (1951) en voorzitter (1951-52) van het nationaal comité van deze organisatie. Hij was daarnaast ook lid van het bureau van de Centrale Raad voor het Bedrijfsleven (vanaf 1948) en voorzitter van het Nationaal Instituut voor de Huisvesting (vanaf 1956).
Van 1954 tot 1961 en van 1965 tot 1968 was hij gecoöpteerd senator. Vanuit deze hoedanigheid was hij lid van het Europees Parlement (waarvan hij vanaf 1958 ondervoorzitter was) en van de Raadgevende Interparlementaire Beneluxraad (1957). Samen met Henri Rolin en François Tielemans richtte hij in 1954 de Socialistische Beweging voor de Vrede op, als reactie op de Europese Defensiegemeenschap en de herbewapening van de Bondsrepubliek Duitsland. Verder was hij stichtend lid (vanaf 1961) van het Socialistisch Instituut voor Radio en Televisie (SIRT), beheerder van SM Het Licht (vanaf 1962) en voorzitter van de 'federatie Brussel' van de Vlaamse federatie van socialistische mutualiteiten (vanaf 1962).